# Keating (Oregón)
Keating es un área no incorporada ubicada en el condado de Baker en el estado estadounidense de Oregón. 

## Geografía
Keating se encuentra ubicada en las coordenadas 45°52′27″N 117°35′26″O / 45.87417, -117.59056.